# August Ferdinand Mandel
August Ferdinand Mandel (* 3. August 1771 in Briese; † 29. November 1846 in Berlin) war ein deutscher Architekt, Baubeamter und Hochschullehrer.

## Leben
August Ferdinand Mandel machte nach dem Abitur ab 1788 eine Ausbildung in Sprottau und ab 1790 in Glogau. 1792 ging er nach Berlin als Eleve am Oberhofbauamt, wurde dort 1794 Kondukteur und 1798 Hofbauinspektor. Er unterrichtete vom 1. Oktober 1799 bis 1802 an der Bauakademie zu Berlin in Verbindung mit Friedrich Gilly am Zeicheninstitut und von 1802 bis 1809 als Dozent für Statik und Hydrostatik. 1809 wurde er Stadtverordneter in Berlin. 1816 folgte eine Anstellung als Bauinspektor im Ministerium der öffentlichen Arbeiten, wo er das Amt als Inspektor der Straßenbeleuchtung übertragen bekam. In der Folgezeit arbeitete er eng mit Karl Friedrich Schinkel zusammen. 1818 erfolgte die Ernennung zum Baurat und 1831 zum Regierungs- und Baurat und technischen Mitglied der Ministerial-Baukommission zu Berlin. 1836 wurde er mit dem Roten Adler-Orden vierter Klasse geehrt. 1842 wurde er unter Ernennung zum Geheimen Regierungsrat in den Ruhestand versetzt.

## Bauleitungen nach Entwürfen Schinkels
- 1820/21: Oberbauleitung beim Umbau des Doms (Bauleitung Johann Gottlieb Schlätzer)
- 1821–1824: Bauleitung Schlossbrücke
- 1830: Rekonstruktion des Gebäudes Hinter dem neuen Packhof 4
- 1832–1835: Vertretung Schinkels bei der Oberleitung von Vorstadtkirchen (Elisabeth-, Nazareth-, Pauls- und Johanneskirche)